# رفیق‌تون کونگمینگ!
رفیق‌تون کونگ‌مینگ! (به انگلیسی: Ya Boy Kongming!) ⁪ (ژاپنی: パリピ孔明 هپبورن: Paripi Kōmei) مجموعه مانگا ژاپنی نوشته یوتو یوتسوبا و تصویرسازی ریو اوگاوا است که از دسامبر ۲۰۱۹ تا نوامبر ۲۰۲۱ در وب سایت Comic Days Kodansha منتشر شد و بعدها در هفته‌نامه یانگ مگزین نیز منتشر گردید. تا آوریل ۲۰۲۳ این مجموعه در ۱۳ جلد تانکوبون جمع‌آوری شده‌است.
یک مجموعه تلویزیونی انیمه اقتباس شده از این اثر توسط استودیو پی.ای. ورکس از مارس تا ژوئن ۲۰۲۲ پخش شد. سنتایی لایسنس پخش مجموعه در خارج از ژاپن را دارد و در پلتفرم های‌ایو پخش شد.

## داستان
استراتژیست نظامی معروف چینی ژوگه لیانگ کونگمینگ در نبرد دشت ووژانگ در سال ۲۳۴ با مرگ خود مواجه شد. در بستر مرگ، آرزو می‌کند که زندگی بعدی اش در مکانی آرام و عاری از خونریزی باشد. او در جوانی در ژاپن مدرن وسط یک گردهمایی هالووین تناسخ می‌یابد. او توسط یک مهماندار به یک کلوپ شبانه کشانده می‌شود و در آنجا با دختری به نام ایکو تسوکیمی ملاقات می‌کند. ایکو تسوکیمی یک خواننده مشتاق است که می‌خواهد در آینده به یک خواننده معروف شود. کونگمینگ تصمیم می‌گیرد تا آرزوی او را برآورده کند و بدین صورت زندگی دومش آغاز می‌شود.